# Ойцовський національний парк
Ойцо́вський націона́льний парк (пол. Ojcowski Park Narodowy) — національний парк на півдні Польщі. Розташовання: гміна Скала, Краківський повіт, Малопольське воєводство; приблизно за 16 км на північ від Кракова, на Краковсько-Ченстоховській височині.

## Історія
Був створений 14 січня 1956 року. Штаб-квартира парку розташована в селі Ойцув, за назвою якого він і отримав свою назву.
Це найменший парк Польщі із площею всього 21,46 км², з яких 15,28 км² займають ліси. Початкова територія парку під час створення становила всього 14,40 км². Регіон характеризується розвиненими карстовими процесами. Парк відомий своїми скельними утвореннями. Одне з таких утворень, відоме як «Булава Геркулеса», являє собою колону з вапняку заввишки 25 м. Окрім того, в Ойцовському парку є близько 400 печер. 
Парк вирізняється також великим біологічним різноманіттям. Тут мешкають близько 4600 видів комах, 35 видів птихів та 15 видів кажанів. Ссавці представлені бобрами, горностаями та борсуками.

## Пам'ятки
- каплиця «На Воді» — пам'ятка культури Малопольського воєводства.